# FAW Huali (Tianjin) Motor

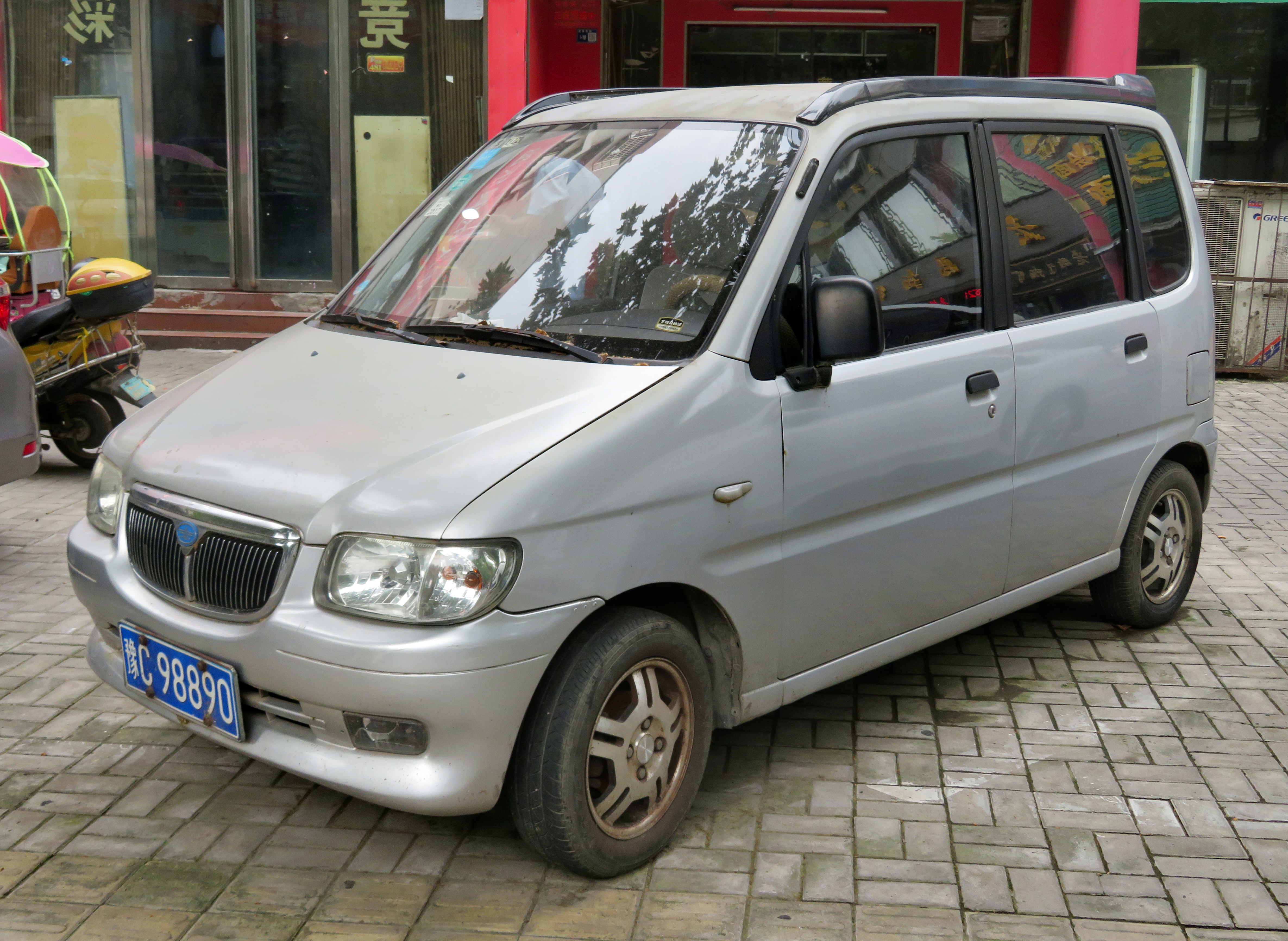
FAW-Jiaxing Xinfu Shizhe

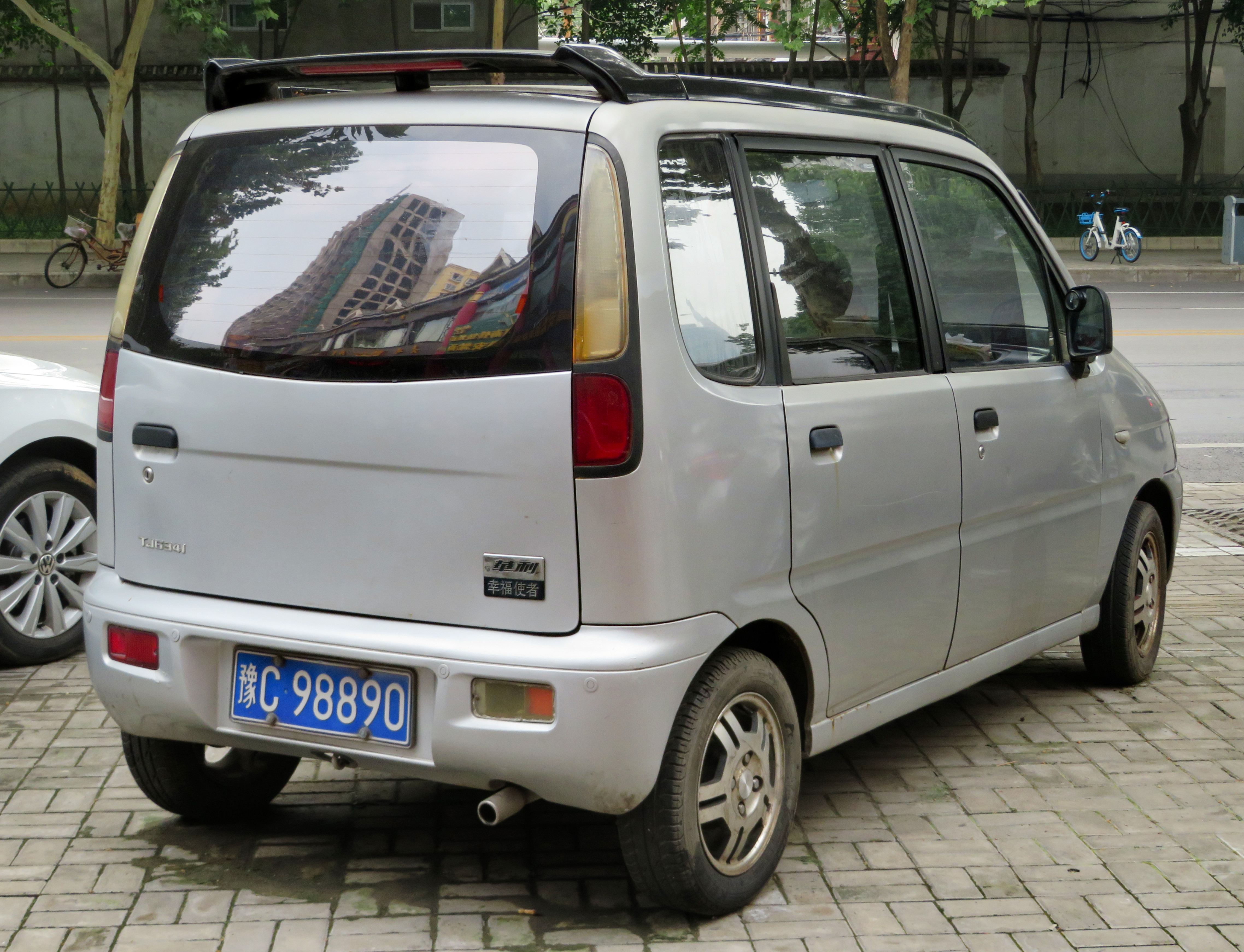
Heckansicht

FAW Huali (Tianjin) Motor war ein Hersteller von Automobilen aus der Volksrepublik China. Es findet sich auch die Firmierung FAW Huali (Tianjin) Automobile.

## Unternehmensgeschichte
Das Unternehmen entstand im Dezember 2002 in Tianjin. Dazu übernahm die China FAW Group die Tianjin Huali Motor. Beteiligt waren FAW mit 75 % und Daihatsu mit 25 %. Im Oktober 2003 begann die Produktion von Automobilen. Die Markennamen lauteten Dario und FAW. Die Jahreskapazität des Werks betrug 10.000 Fahrzeuge.
Im April 2008 wurde die Übernahme durch Tianjin FAW Xiali Automobile bekannt. Das bedeutete das Ende der Marke Dario.

## Fahrzeuge
Der ab Oktober 2003 angebotene Dario Terios basierte auf dem Daihatsu Terios. Hiervon wurde 731 Fahrzeuge im Jahr 2003 und 4209 im Folgejahr hergestellt.
Im Dezember 2003 ergänzte der FAW Jiaxing Xinfu Shizhe das Sortiment. Er entsprach in weiten Teilen dem Daihatsu Move. Für dieses Modell sind für 4918 Fahrzeuge für 2004 überliefert.
Tianjin Qingyuan Electric Vehicle nutzte einige Modelle als Basis für die eigenen Elektroautos.